# إنتلجنس أونلاين
إنتلجنس أونلاين (بالإنجليزية: Intelligence Online)‏ وسابقا لوموند دو رونسانيومون أي عالم الاستخبارات، هي صحيفة مهنية فرنسية نصف شهرية، أسست في 1980، ومختصة في مجال الاستخبارات والذكاء التنافسي.

## المقر والنشر
يقع مقر الصحيفة في باريس، وتصدرها شركة منشورات إنديغو. رئيس تحريرها الحالي هو بيار غاستينو (Pierre Gastineau).

## المحتوى
تنشر الصحيفة كل 15 يوما كل ما يتعلق بالمناطق الرمادية لعالمنا المعاصر: الدبلوماسية السرية، العمليات الموازية، النزاعات، تبيين أنشطة نفوذ شركات ذكاء الأعمال، أجهزة الاستخبارات واللوبيات.

عبر تحليلها لقضايا تبييض الأموال والمخاطر السياسية والإرهاب والتجسس والجرائم المنظمة، يقول الموقع بتقييم المخاطر الناشئة في أوروبا وأمريكا الشمالية والشرق الأوسط وشمال أفريقيا وآسيا.

## الخط التحريري
إنتليجنس أونلاين هي نشرة ذات توجه عالمي ولا تستخدم الإشهارات، وتعتبر نفسها مستقلة عن أي حكومة أو منظمة سياسية. تقاريرها وتحقيقاتها تقام بالتعاون مع شبكة واسعة من المراسلين في أوروبا والعالم.

## مقالات ذات صلة
- استقلال تحريري
- صحافة استقصائية
- ذكاء تنافسي
- جهاز مخابرات

## روابط خارجية
- الموقع الرسمي.